# Persone di nome Klaus
| Questa pagina contiene informazioni ricavate automaticamente dalle voci biografiche con l'ausilio del template Bio e di un bot. L'aggiornamento è periodico e automatico e ricostruisce completamente la pagina. Se manca una persona in questa lista, sei pregato di non aggiungerla, ma accertati piuttosto che la sua voce biografica contenga il template Bio e che i dati anagrafici siano correttamente compilati. Se il template Bio manca, inseriscilo tu stesso o, in alternativa, metti l'avviso {{tmp\|Bio}} che ne segnala la mancanza. Se i dati riportati sono sbagliati, correggi direttamente la voce biografica; le modifiche saranno visibili in questa lista entro pochi giorni. Per chiarimenti vedi il progetto antroponimi. La lista contiene solo le 165 persone che sono citate nell'enciclopedia e per le quali è stato implementato correttamente il template Bio. Pagina aggiornata al 6 ago 2025. |

Questa è una lista di persone presenti nell'enciclopedia che hanno il nome Klaus, suddivise per attività principale.

## Allenatori di calcio(7)
- Klaus Augenthaler, allenatore di calcio e ex calciatore tedesco (Fürstenzell, n. 1957)
- Klaus Lindenberger, allenatore di calcio e ex calciatore austriaco (Linz, n. 1957)
- Klaus Scheer, allenatore di calcio e ex calciatore tedesco (Siegen, n. 1950)
- Klaus Schlappner, allenatore di calcio tedesco (Lampertheim, n. 1940)
- Klaus Schmidt, allenatore di calcio austriaco (Graz, n. 1967)
- Klaus Toppmöller, allenatore di calcio e ex calciatore tedesco (Rivenich, n. 1951)
- Klaus Täuber, allenatore di calcio e calciatore tedesco (Erlangen, n. 1958 - † 2023)

## Ammiragli(1)
- Klaus Fleming, ammiraglio finlandese (Parainen, n. 1535 - Pohja, † 1597)

## Artisti(2)
- Klaus Karl Mehrkens, artista tedesco (Brema, n. 1955)
- Klaus Rinke, artista tedesco (Wattenscheid, n. 1939)

## Astisti(1)
- Klaus Lehnertz, ex astista tedesco (Solingen, n. 1938)

## Attori(11)
- Klaus J. Behrendt, attore tedesco (Hamm, n. 1960)
- Klaus Herm, attore tedesco (Berlino, n. 1925 - Berlino, † 2014)
- Klaus Höhne, attore e doppiatore tedesco (Amburgo, n. 1927 - Murnau am Staffelsee, † 2006)
- Klaus Kinski, attore e regista tedesco (Sopot, n. 1926 - Lagunitas-Forest Knolls, † 1991)
- Klaus Löwitsch, attore tedesco (Berlino, n. 1936 - Monaco di Baviera, † 2002)
- Klaus Münster, attore e doppiatore tedesco (Bad Köstritz, n. 1935)
- Klaus Peeck, attore tedesco (Amburgo, n. 1947)
- Klaus Schwarzkopf, attore e doppiatore tedesco (Neuruppin, n. 1922 - Bochum, † 1991)
- Klaus Detlef Sierck, attore tedesco (Berlino, n. 1925 - Nowoalexandrowka, † 1944)
- Klaus Maria Brandauer, attore austriaco (Bad Aussee, n. 1943)
- Klaus Wennemann, attore tedesco (Oer-Erkenschwick, n. 1940 - Bad Aibling, † 2000)

## Autori di giochi(1)
- Klaus Teuber, autore di giochi tedesco (Rai-Breitenbach, n. 1952 - † 2023)

## Bassisti(1)
- Klaus Peter Matziol, bassista tedesco (Hannover, n. 1950)

## Batteristi(1)
- Klaus Dinger, batterista tedesco (Scherfede, n. 1946 - Düsseldorf, † 2008)

## Biatleti(1)
- Klaus Siebert, biatleta tedesco (Schlettau, n. 1955 - Altenberg, † 2016)

## Biologi(1)
- Klaus Patau, biologo tedesco (Gelsenkirchen, n. 1908 - Madison, † 1975)

## Bobbisti(2)
- Klaus Kopp, ex bobbista tedesco (Frankenthal, n. 1950)
- Klaus Koppenberger, ex bobbista tedesco

## Calciatori(21)
- Klaus Ackermann, ex calciatore tedesco (Hamm, n. 1943)
- Klaus Bachlechner, ex calciatore italiano (Brunico, n. 1952)
- Klaus Berggreen, ex calciatore danese (Virum, n. 1958)
- Klaus Decker, ex calciatore tedesco orientale (Salzwedel, n. 1952)
- Klaus Fichtel, ex calciatore tedesco (Castrop-Rauxel, n. 1944)
- Klaus Fischer, ex calciatore e allenatore di calcio tedesco (Lindberg, n. 1949)
- Klaus Gerwien, calciatore tedesco (Lyck, n. 1940 - † 2018)
- Klaus Gjasula, calciatore albanese (Tirana, n. 1989)
- Klaus Havenstein, ex calciatore tedesco orientale (Belgershain, n. 1949)
- Klaus Lisiewicz, ex calciatore tedesco orientale (Bensberg, n. 1943)
- Klaus Matischak, ex calciatore tedesco (Bottrop, n. 1938)
- Klaus Mirwald, ex calciatore e allenatore di calcio tedesco (n. 1968)
- Klaus Müller, ex calciatore tedesco orientale (Dresda, n. 1953)
- Klaus Salmutter, ex calciatore austriaco (Graz, n. 1984)
- Klaus Sammer, ex calciatore e allenatore di calcio tedesco orientale (Gröditz, n. 1942)
- Klaus Stürmer, calciatore tedesco (Glinde, n. 1935 - Zurigo, † 1971)
- Klaus Thiele, calciatore tedesco orientale (n. 1934 - † 2019)
- Klaus Urbanczyk, ex calciatore e allenatore di calcio tedesco orientale (Halle, n. 1940)
- Klaus Wunder, calciatore tedesco (Erfurt, n. 1950 - Hemmingen, † 2024)
- Klaus Zaczyk, ex calciatore tedesco (Marburgo, n. 1945)
- Klaus Zink, calciatore tedesco (Plauen, n. 1936 - † 2024)

## Canottieri(3)
- Klaus Bittner, ex canottiere tedesco (Görlitz, n. 1938)
- Klaus Kröppelien, ex canottiere tedesco (Rostock, n. 1958)
- Klaus Zerta, ex canottiere tedesco (Gelsenkirchen, n. 1946)

## Cantanti(4)
- Klaus Brettschneider, cantante e percussionista tedesco (n. 1966)
- Klaus Meine, cantante tedesco (Hannover, n. 1948)
- Klaus Nomi, cantante tedesco (Immenstadt, n. 1944 - New York, † 1983)
- Klaus Voormann, cantante, bassista e polistrumentista tedesco (Berlino, n. 1938)

## Cavalieri(1)
- Klaus Balkenhol, cavaliere tedesco (Velen, n. 1939)

## Cestisti(7)
- Klaus Adam, ex cestista tedesco (Jena, n. 1942)
- Klaus Jungnickel, cestista e allenatore di pallacanestro tedesco (n. 1940 - Gießen, † 2024)
- Klaus Mahlamäki, ex cestista finlandese (Turku, n. 1949)
- Klaus Schulz, ex cestista tedesco (n. 1936)
- Klaus Urmitzer, cestista tedesco (n. 1944 - Stade, † 2022)
- Klaus Weinand, ex cestista tedesco (Coblenza, n. 1940)
- Klaus Zander, ex cestista tedesco (Colonia, n. 1956)

## Chimici(1)
- Klaus Biemann, chimico austriaco (Innsbruck, n. 1926 - † 2016)

## Ciclisti su strada(1)
- Klaus Bugdahl, ciclista su strada, pistard e dirigente sportivo tedesco (Berlino, n. 1934 - Wiesbaden, † 2023)

## Climatologi(1)
- Klaus Hasselmann, climatologo, fisico e meteorologo tedesco (Amburgo, n. 1931)

## Combinatisti nordici(2)
- Klaus Ofner, ex combinatista nordico austriaco (Murau, n. 1968)
- Klaus Sulzenbacher, ex combinatista nordico austriaco (Kitzbühel, n. 1965)

## Compositori(5)
- Klaus Ager, compositore e direttore d'orchestra austriaco (Salisburgo, n. 1946)
- Klaus Badelt, compositore tedesco (Francoforte sul Meno, n. 1967)
- Klaus Bruengel, compositore tedesco (Holzwickede, n. 1949)
- Klaus Huber, compositore svizzero (Berna, n. 1924 - Perugia, † 2017)
- Nico Kaufmann, compositore e pianista svizzero (Zurigo, n. 1916 - Zurigo, † 1996)

## Compositori di scacchi(1)
- Klaus Wenda, compositore di scacchi austriaco (n. 1941)

## Direttori d'orchestra(2)
- Klaus Mäkelä, direttore d'orchestra e violoncellista finlandese (Helsinki, n. 1996)
- Klaus Tennstedt, direttore d'orchestra tedesco (Merseburg, n. 1926 - Heikendorf, † 1998)

## Dirigenti d'azienda(1)
- Klaus Heidegger, dirigente d'azienda e ex sciatore alpino austriaco (Innsbruck, n. 1957)

## Dirigenti sportivi(2)
- Klaus Allofs, dirigente sportivo, allenatore di calcio e ex calciatore tedesco (Düsseldorf, n. 1956)
- Klaus Kotter, dirigente sportivo tedesco (Prien am Chiemsee, n. 1934 - Traunstein, † 2010)

## Disc jockey(1)
- Almklausi, disc jockey e cantante tedesco (Mössingen, n. 1969)

## Economisti(1)
- Klaus Schwab, economista tedesco (Ravensburg, n. 1938)

## Editori(1)
- Klaus Wagenbach, editore tedesco (Berlino, n. 1930 - Berlino, † 2021)

## Fagottisti(1)
- Klaus Thunemann, fagottista tedesco (Magdeburgo, n. 1937)

## Fisici(3)
- Klaus Fredenhagen, fisico tedesco (Celle, n. 1947)
- Klaus Fuchs, fisico tedesco (Rüsselsheim am Main, n. 1911 - Berlino Est, † 1988)
- Klaus von Klitzing, fisico tedesco (Schroda, n. 1943)

## Fumettisti(1)
- Klaus Janson, fumettista tedesco (Coburgo, n. 1952)

## Giavellottisti(1)
- Klaus Wolfermann, giavellottista tedesco (Altdorf bei Nürnberg, n. 1946 - † 2024)

## Ginnasti(2)
- Klaus Köste, ginnasta tedesco (Francoforte sull'Oder, n. 1943 - Lipsia, † 2012)
- Klaus Suomela, ginnasta finlandese (Porvoo, n. 1888 - Helsinki, † 1962)

## Giocatori di football americano(2)
- Klaus Alinen, ex giocatore di football americano e allenatore di football americano finlandese (Pori, n. 1981)
- Klaus Wilmsmeyer, ex giocatore di football americano canadese (Mississauga, n. 1967)

## Giornalisti(2)
- Klaus Davi, giornalista, opinionista e sondaggista svizzero (Biel, n. 1965)
- Klaus Werner-Lobo, giornalista e politico austriaco (Salisburgo, n. 1967)

## Hockeisti su ghiaccio(1)
- Klaus Auhuber, ex hockeista su ghiaccio tedesco (n. 1951)

## Imprenditori(3)
- Klaus Fischer, imprenditore tedesco (Freudenstadt, n. 1950)
- Klaus Johann Jacobs, imprenditore svizzero (Brema, n. 1936 - Küsnacht, † 2008)
- Klaus Tschira, imprenditore tedesco (Friburgo in Brisgovia, n. 1940 - Heidelberg, † 2015)

## Indologi(1)
- Klaus K. Klostermaier, indologo e storico delle religioni canadese (Monaco di Baviera, n. 1933)

## Judoka(1)
- Klaus Glahn, ex judoka tedesco (Hannover, n. 1942)

## Lunghisti(1)
- Klaus Beer, lunghista tedesco (Legnica, n. 1942 - † 2023)

## Martellisti(1)
- Klaus Ploghaus, martellista tedesco (Gelnhausen, n. 1956 - Hambühren, † 2022)

## Matematici(2)
- Klaus Roth, matematico britannico (Breslavia, n. 1925 - Inverness, † 2015)
- Klaus Wagner, matematico tedesco (Colonia, n. 1910 - † 2000)

## Militari(1)
- Klaus Alakoski, militare e aviatore finlandese (Helsinki, n. 1921 - Järvenpää, † 1988)

## Musicisti(4)
- Klaus Renft, musicista tedesco (Jena, n. 1942 - Löhma, † 2006)
- Klaus Roeder, musicista tedesco (Stoccarda, n. 1948)
- Klaus Schulze, musicista e compositore tedesco (Berlino, n. 1947 - † 2022)
- Klaus Waldeck, musicista e produttore discografico austriaco (Vienna, n. 1966)

## Nuotatori(4)
- Klaus Bodinger, nuotatore tedesco (Breslavia, n. 1932 - Strasburgo, † 1994)
- Klaus Katzur, nuotatore tedesco orientale (Potsdam, n. 1943 - Riesa, † 2016)
- Klaus Lanzarini, nuotatore italiano (Latina, n. 1977)
- Klaus Steinbach, ex nuotatore tedesco (Kleve, n. 1952)

## Organisti(1)
- Klaus Wunderlich, organista e compositore tedesco (Chemnitz, n. 1931 - Engen, † 1997)

## Pallanuotisti(2)
- Klaus Schlenkrich, ex pallanuotista tedesco orientale (Lipsia, n. 1939)
- Klaus Schulze, ex pallanuotista tedesco orientale (Lipsia, n. 1936)

## Pesisti(1)
- Klaus Bodenmüller, ex pesista austriaco (Feldkirch, n. 1962)

## Piloti automobilistici(2)
- Klaus Ludwig, ex pilota automobilistico tedesco (Bonn, n. 1949)
- Klaus Niedzwiedz, ex pilota automobilistico tedesco (Dortmund, n. 1951)

## Piloti motociclistici(3)
- Klaus Enders, pilota motociclistico tedesco (Wetzlar, n. 1937 - Aßlar, † 2019)
- Klaus Kinigadner, pilota motociclistico austriaco (n. 1964)
- Klaus Nöhles, pilota motociclistico tedesco (Willich, n. 1976)

## Pirati(1)
- Klaus Störtebeker, pirata tedesco (Wismar, n. 1360 - Amburgo, † 1401)

## Pistard(2)
- Klaus Kobusch, pistard tedesco (Bielefeld, n. 1941 - Leopoldshöhe, † 2025)
- Klaus Kynde Nielsen, ex pistard danese (Aarhus, n. 1966)

## Polistrumentisti(1)
- Klaus Wiese, polistrumentista tedesco (n. 1942 - Ulma, † 2009)

## Politici(6)
- Klaus Berntsen, politico danese (Eskilstrup, n. 1844 - Copenaghen, † 1927)
- Klaus Hänsch, politico tedesco (Sprottau, n. 1938)
- Klaus Iohannis, politico rumeno (Sibiu, n. 1959)
- Klaus Kinkel, politico tedesco (Metzingen, n. 1936 - Sankt Augustin, † 2019)
- Klaus Tschütscher, politico liechtensteinese (Vaduz, n. 1967)
- Klaus Töpfer, politico tedesco (Waldenburg, n. 1938 - Monaco di Baviera, † 2024)

## Politologi(1)
- Klaus von Beyme, politologo e saggista tedesco (Saarau, n. 1934 - † 2021)

## Produttori discografici(1)
- Klaus Strazicky, produttore discografico, arrangiatore e tecnico del suono tedesco

## Registi(1)
- Klaus Härö, regista finlandese (Porvoo, n. 1971)

## Registi teatrali(1)
- Klaus Michael Grüber, regista teatrale tedesco (Neckarelz, n. 1941 - Belle Île, † 2008)

## Saltatori con gli sci(1)
- Klaus Ostwald, ex saltatore con gli sci tedesco orientale (Bad Elster, n. 1958)

## Sassofonisti(1)
- Klaus Doldinger, sassofonista e compositore tedesco (Berlino, n. 1936)

## Scacchisti(2)
- Klaus Darga, scacchista tedesco (Berlino, n. 1934)
- Klaus Junge, scacchista tedesco (Concepción, n. 1924 - Welle, † 1945)

## Schermidori(2)
- Klaus Kotzmann, ex schermidore tedesco (n. 1960)
- Klaus Reichert, ex schermidore tedesco (Hanau am Main, n. 1947)

## Sciatori alpini(5)
- Klaus Brandner, ex sciatore alpino tedesco (n. 1990)
- Klaus Eberhard, ex sciatore alpino austriaco (Baden, n. 1956)
- Klaus Gattermann, ex sciatore alpino tedesco (Zwiesel, n. 1961)
- Klaus Happacher, ex sciatore alpino italiano (n. 1951)
- Klaus Kröll, ex sciatore alpino austriaco (Öblarn, n. 1980)

## Scrittori(4)
- Klaus Ebner, scrittore, saggista e poeta austriaco (Vienna, n. 1964)
- Klaus Groth, scrittore tedesco (Heide, n. 1819 - Kiel, † 1899)
- Klaus Mann, scrittore tedesco (Monaco di Baviera, n. 1906 - Cannes, † 1949)
- Klaus Rifbjerg, scrittore e sceneggiatore danese (Copenaghen, n. 1931 - † 2015)

## Storici(3)
- Klaus Hildebrand, storico tedesco (Bielefeld, n. 1941)
- Klaus Jürgen Bade, storico tedesco (Sierentz, n. 1944)
- Klaus von See, storico tedesco (Altendorf, n. 1927 - Francoforte sul Meno, † 2013)

## Storici delle religioni(1)
- Klaus Heinrich, storico delle religioni e filosofo tedesco (Berlino, n. 1927 - Berlino, † 2020)

## Tennisti(1)
- Klaus Eberhard, ex tennista tedesco (Datteln, n. 1957)

## Teologi(1)
- Klaus Berger, teologo tedesco (Hildesheim, n. 1940 - Heidelberg, † 2020)

## Tuffatori(1)
- Klaus Dibiasi, ex tuffatore e dirigente sportivo italiano (Solbad Hall, n. 1947)

## Velisti(1)
- Klaus Maran, ex velista italiano (Bolzano, n. 1959)

## Velocisti(2)
- Klaus Ehl, ex velocista tedesco (Paderborn, n. 1949)
- Klaus Ulonska, velocista e dirigente sportivo tedesco (Colonia, n. 1942 - Colonia, † 2015)

## Vescovi cattolici(1)
- Klaus Hemmerle, vescovo cattolico, teologo e filosofo tedesco (Friburgo in Brisgovia, n. 1929 - Aquisgrana, † 1994)

## Senza attività specificata(1)
- Klaus Wowereit, ex politico tedesco (Berlino, n. 1953)